# Championnats du monde de voile 2011
Navigation
Édition précédente Édition suivante
Cette page rapporte les résultats de la voile aux Championnats du monde de voile 2011. Il s'agit des 3e championnats organisés par l'ISAF et les résultats sont qualifiants pour les Jeux olympiques de 2012.
 

## Épreuves au programme
Dix épreuves de voile sont au programme de ces Championnats du monde de voile : 
- RS:X (planche à voile) Hommes
- RS:X (planche à voile) Femmes
- Laser standard (hommes)
- Laser radial (femmes)
- 470 Hommes (2 équipiers)
- 470 Femmes (2 équipières)
- 49er (2 équipiers)
- Star (2 équipiers)
- Finn (1 équipier)
- Yngling (3 équipières)

## Règles
Pour obtenir le score final, on additionne les places obtenues à chaque course, hormis celle où le classement a été le moins bon. Le vainqueur est celui qui a le plus petit nombre de points.

## Tableau des médailles pour la voile
| Rang | Pays             | Médaille d'or | Médaille d'argent | Médaille de bronze | Total |
| ---- | ---------------- | ------------- | ----------------- | ------------------ | ----- |
| 1    | Australie        | 3             | 0                 | 0                  | 3     |
| 2    | Pays-Bas         | 2             | 1                 | 0                  | 3     |
| 3    | Royaume-Uni      | 1             | 4                 | 1                  | 6     |
| 3    | États-Unis       | 1             | 0                 | 2                  | 3     |
| 5    | Espagne          | 1             | 0                 | 1                  | 2     |
|      | Israël           | 1             | 0                 | 1                  | 2     |
| 7    | Brésil           | 1             | 0                 | 0                  | 1     |
| 8    | Pologne          | 0             | 2                 | 0                  | 2     |
| 9    | Nouvelle-Zélande | 0             | 1                 | 2                  | 3     |
| 10   | Belgique         | 0             | 1                 | 0                  | 1     |
|      | Allemagne        | 0             | 1                 | 0                  | 1     |
| 12   | Croatie          | 0             | 0                 | 1                  | 1     |
|      | Danemark         | 0             | 0                 | 1                  | 1     |
|      | France           | 0             | 0                 | 1                  | 1     |

## Résultats
| Épreuves               | Or                                                          | Argent                                               | Bronze                                         |
| ---------------------- | ----------------------------------------------------------- | ---------------------------------------------------- | ---------------------------------------------- |
| Planche à voile hommes | Pays-Bas Dorian van Rijsselberghe                           | Pologne Piotr Myszka                                 | Israël Nimrod Mashich                          |
| Planche à voile femmes | Israël Lee Korzits                                          | Pologne Zofia Klepacka                               | Espagne Marina Alabau                          |
| Laser hommes           | Australie Tom Slingsby                                      | Royaume-Uni Nick Thompson                            | Nouvelle-Zélande Andrew Murdoch                |
| Laser Radial femmes    | Pays-Bas Marit Bouwmeester                                  | Belgique Evi Van Acker                               | États-Unis Paige Railey                        |
| 470 hommes             | Australie Mathew Belcher Malcolm Page                       | Royaume-Uni Luke Patience Stuart Bithell             | Croatie Šime Fantela Igor Marenić              |
| 470 femmes             | Espagne Tara Pacheco Berta Betanzos                         | Royaume-Uni Saskia Clark Hannah Mills                | Nouvelle-Zélande Jo Aleh Olivia Powrie         |
| 49er mixte             | Australie Nathan Outteridge Iain Jensen                     | Nouvelle-Zélande Peter Burling Blair Tuke            | Danemark Emil Toft Nielsen Simon Toft Nielsen  |
| Star hommes            | Brésil Robert Scheidt Bruno Prada                           | Allemagne Robert Stanjek Frithjof Kleen              | États-Unis Mark Mendelblatt Brian Fatih        |
| Finn mixte             | Royaume-Uni Giles Scott                                     | Pays-Bas Pieter-Jan Postma                           | Royaume-Uni Edward Wright                      |
| Yngling                | États-Unis Anna Tunnicliffe Deborah Capozzi Molly Vandemoer | Royaume-Uni Lucy Macgregor Annie Lush Kate Macgregor | France Claire Leroy Élodie Bertrand Marie Riou |